# Человек, который упал на Землю (сериал)
«Человек, который упал на Землю» (англ. The Man Who Fell to Earth) — американский фантастический сериал, снятый по мотивам одноимённого романа Уолтера Тевиса и являющийся сиквелом фильма 1976 года с Дэвидом Боуи в главной роли. Премьера сериала состоялась 24 апреля 2022 года на платформе «Showtime».

## Сюжет
В городке Лос-Аламос штата Нью-Мексико с небес падает пришелец с планеты Антея. Обретя человеческий облик, он пытается интегрироваться в общество: его миссия заключается не только в спасении своей родной планеты, но и в спасении Земли, которая также находится на грани катастрофы. Взявший себе имя Фарадей (которое он случайно прочитал на бейдже офицера полиции) инопланетянин нуждается в помощи гениального учёного Джастин Фоллс, которая была на грани исторического прорыва в области создания нового «зелёного» источника энергии, однако потерпевшей неудачу и загубившей свою карьеру. Напуганная и сбитая с толку странным поведением Фарадея Джастин, в конце концов, соглашается на помощь, и вскоре они отправляются на встречу с таинственной корпорацией «Origin», которая хранит ключи к некоторым потусторонним секретам.
Несмотря на то, что изначально сериал был преподнесён как адаптация одноимённого романа Уолтера Тевиса, в первых сериях становится ясно, что это всё же продолжение фильма 1976 года: Фарадей общается с Томасом Ньютоном, своим «мастером» с Антеи, прибывшим на Землю более 40 лет назад (в годы действия оригинального фильма).

## В ролях
| Актёр             | Роль                    |
| ----------------- | ----------------------- |
| Чиветел Эджиофор  | Фарадей                 |
| Наоми Харрис      | Джастин Фоллс           |
| Аннель Олалейе    | Молли Фоллс             |
| Кларк Питерс      | Джозайя Фоллс           |
| Билл Найи         | Томас Джером Ньютон     |
| Джимми Симпсон    | Спенсер Клэй            |
| Кейт Малгрю       | Дрю Финч                |
| Соня Кэссиди      | Иди Флуд                |
| Роб Дилейни       | Хач Флуд                |
| Жуана Рибейру     | Лиза Домингес           |
| Таня Муди         | Портия                  |
| Джульет Стивенсон | Сестра Мэри Лу Прескотт |
| Арт Малик         | Хеннинг Хан             |
| Джошуа Хердман    | Терри Маннч             |
| Лори Кинастон     | Клайв Флуд              |
| Марта Плимптон    | офицер К. Фарадей       |
| Зои Уонамейкер    | Ватт                    |
| Виктория Смарфит  | Пенни Морган            |

## Эпизоды
Каждый из эпизодов сериала назван по одной из песен Дэвида Боуи.
| №  | Название                                                              | Режиссёр           | Автор сценария                                                                   | Дата премьеры  | Зрители США (млн) |
| -- | --------------------------------------------------------------------- | ------------------ | -------------------------------------------------------------------------------- | -------------- | ----------------- |
| 1  | «Здравствуй, космический мальчик» «Hallo Spaceboy»                    | Алекс Куртцман     | Дженни Люмет и Алекс Куртцман                                                    | 24 апреля 2022 | 0,125             |
| 2  | «Чумазый и слегка ошарашенный» «Unwashed and Somewhat Slightly Dazed» | Алекс Куртцман     | Дженни Люмет и Алекс Куртцман                                                    | 1 мая 2022     | 0,127             |
| 3  | «Новые ангелы обетованные» «New Angels of Promise»                    | Алекс Куртцман     | Сюжет : Майкл Алаймо Телесценарий : Майкл Алаймо, Дженни Люмет и Алекс Куртцман  | 8 мая 2022     | 0,145             |
| 4  | «Под давлением» «Under Pressure»                                      | Алекс Куртцман     | Сюжет : Джейн Маггс Телесценарий : Джейн Маггс, Дженни Люмет и Алекс Куртцман    | 15 мая 2022    | 0,193             |
| 5  | «Мечты о космосе» «Moonage Daydream»                                  | Сара Хардинг       | Сюжет : Джон Лопес Телесценарий : Джон Лопес, Дженни Люмет и Алекс Куртцман      | 29 мая 2022    | 0,162             |
| 6  | «Перемены» «Changes»                                                  | Сара Хардинг       | Сюжет : Джейн Маггс Телесценарий : Джейн Маггс, Дженни Люмет и Алекс Куртцман    | 5 июня 2022    | 0,164             |
| 7  | «Свихнувшийся актёр» «Cracked Actor»                                  | Джосс Эгню         | Сюжет : Хелен Шан Телесценарий : Дженни Люмет и Алекс Куртцман                   | 12 июня 2022   | 0,137             |
| 8  | «Всё хорошее катится к чертям» «The Pretty Things Are Going to Hell»  | Джосс Эгню         | Сюжет : Билл Волкофф Телесценарий : Джон Лавин and Дженни Люмет и Алекс Куртцман | 19 июня 2022   | 0,121             |
| 9  | «Пока рушится мир» «As the World Falls Down»                          | Олатунде Осунсанми | Сюжет : Джейн Маггс Телесценарий : Джейн Маггс, Дженни Люмет и Алекс Куртцман    | 26 июня 2022   | 0,171             |
| 10 | «Человек, который продал мир» «The Man Who Sold The World»            | Олатунде Осунсанми | Джон Лавин, Дженни Люмет и Алекс Куртцман                                        | 3 июля 2022    | 0,149             |

## Производство
Изначально разработка телеадаптации романа Уолтера Тевиса «Человек, который упал на Землю» Дженни Люмет и Алексом Куртцманом планировалась на сервисе «Hulu», принадлежащего «The Walt Disney Company», однако в августе 2019 года производство было перенесено на «CBS All Access» (ныне «Paramount+»).
В феврале 2021 года на главную роль пришельца Фарадея был утверждён Чиветел Эджиофор. Уже в марте разработкой сериала занялся стриминговый сервис «Showtime», а в актёрский состав вошли Наоми Харрис, Джимми Симпсон и Кларк Питерс; в апреле к ним присоединились Роб Дилейни, Соня Кэссиди, Жуана Рибейру и Аннель Олайеле, а в августе — Кейт Малгрю. В январе 2022 года на роль Томаса Джерома Ньютона был утверждён Билл Найи.
Съёмки сериала начались 3 мая 2021 года в Лондоне.
В октябре 2022 года было объявлено о том, что «Showtime» не будет продлевать сериал на второй сезон.

## Отзывы
На сайте-агрегаторе рецензий «Rotten Tomatoes» сериал имеет рейтинг одобрения в 87 % на основании 30 оценок критиков и рейтинг 7,8 из 10.
На сайте «Metacritic» рейтинг сериала составляет 68 из 100 возможных на основании на 16 рецензий критиков, что соответствует оценке «в целом положительные отзывы».